# Rue de Poissy (Paris)
Pour l’article homonyme, voir Rue de Poissy.
La rue de Poissy est une voie du 5e arrondissement de Paris située dans le quartier Saint-Victor.

## Situation et accès
La rue de Poissy débute quai de la Tournelle au nord et termine rue Saint-Victor et place Maurice-Audin au sud. Elle partage une intersection avec le début de la rue Cochin et une autre avec le boulevard Saint-Germain.

## Origine du nom
La rue reçoit, en 1806, la dénomination de « rue de Poissy », parce que les meilleurs veaux qu'on vendait dans la halle toute proche provenaient de Poissy.

## Historique
Cette voie publique, dans la partie faisant face à la halle aux Veaux, a été ouverte en vertu des lettres patentes du mois d'août 1772, qui avaient prescrit la construction de cette halle sur l'emplacement du jardin des Bernardins.
Vers 1774, on ouvrit une issue ou passage débouchant sur le quai.
Cette voie qui était une partie de la « grande rue Sartine », du nom du lieutenant de police Antoine de Sartine, qui entourait l'ancienne halle aux veaux, prend le nom de « rue Montigny », en l'honneur de Montigny, trésorier de France, chargé du tracé des rues de ce quartier.
Une décision ministérielle du 29 thermidor an XI, signée Chaptal, fixa la largeur de cette voie publique à 12 m., et prescrivit son prolongement jusqu'à la rue Saint-Victor. Ce prolongement fut effectué dans la partie qui traversait l'emplacement du ci-devant collège des Bernardins, devenu propriété nationale en 1790.
En 1803, elle fut prolongée jusqu'à la rue Saint-Victor avant de prendre en 1806 sa dénomination actuelle et d'être une nouvelle fois prolongée de la rue Saint-Victor au boulevard Saint-Germain.

## Bâtiments remarquables et lieux de mémoire
- Au no 24, le collège des Bernardins, collège cistercien fondé en 1248 par Étienne de Lexington et destiné à l'enseignement théologique de l'université de Paris. Le collège des Bernardins fut supprimé en 1790 laissant place à la caserne des Bernardins et à la prison des Bernardins. Il est classé en 1887 aux monuments historiques[2]. Acquis par le diocèse de Paris en 2001, il est restauré et rouvert au public en 2008.
- Au no 27, école maternelle publique. Le mensuel Films et Documents, publié par la Fédération du cinéma éducatif de 1945 à 1992 et géré pendant plusieurs années par Marcel Cochin, était également domicilié au 27, rue de Poissy[3].
- Au niveau du no 28, passage de l’ancien canal des Victorins[4].
- Au no 29, le Splendide Garage Saint Germain est construit en 1929 par l'architecte Jean Beaugrand. Ce bâtiment est cité dans l'exposition du pavillon de l'Arsenal sur les Immeubles pour automobiles[5].

## Galerie

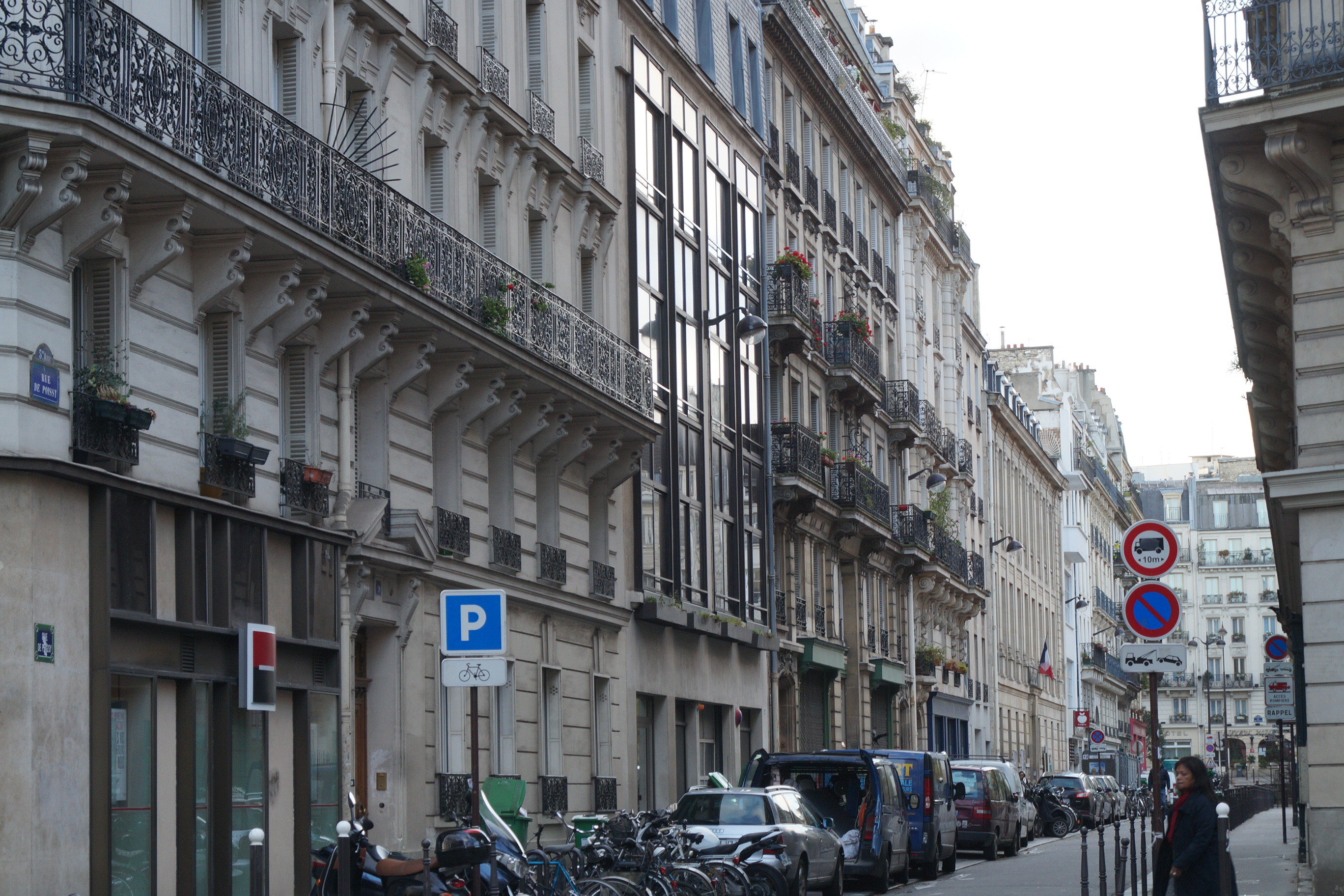
Tronçon entre le boulevard Saint-Germain et la rue Saint-Victor.
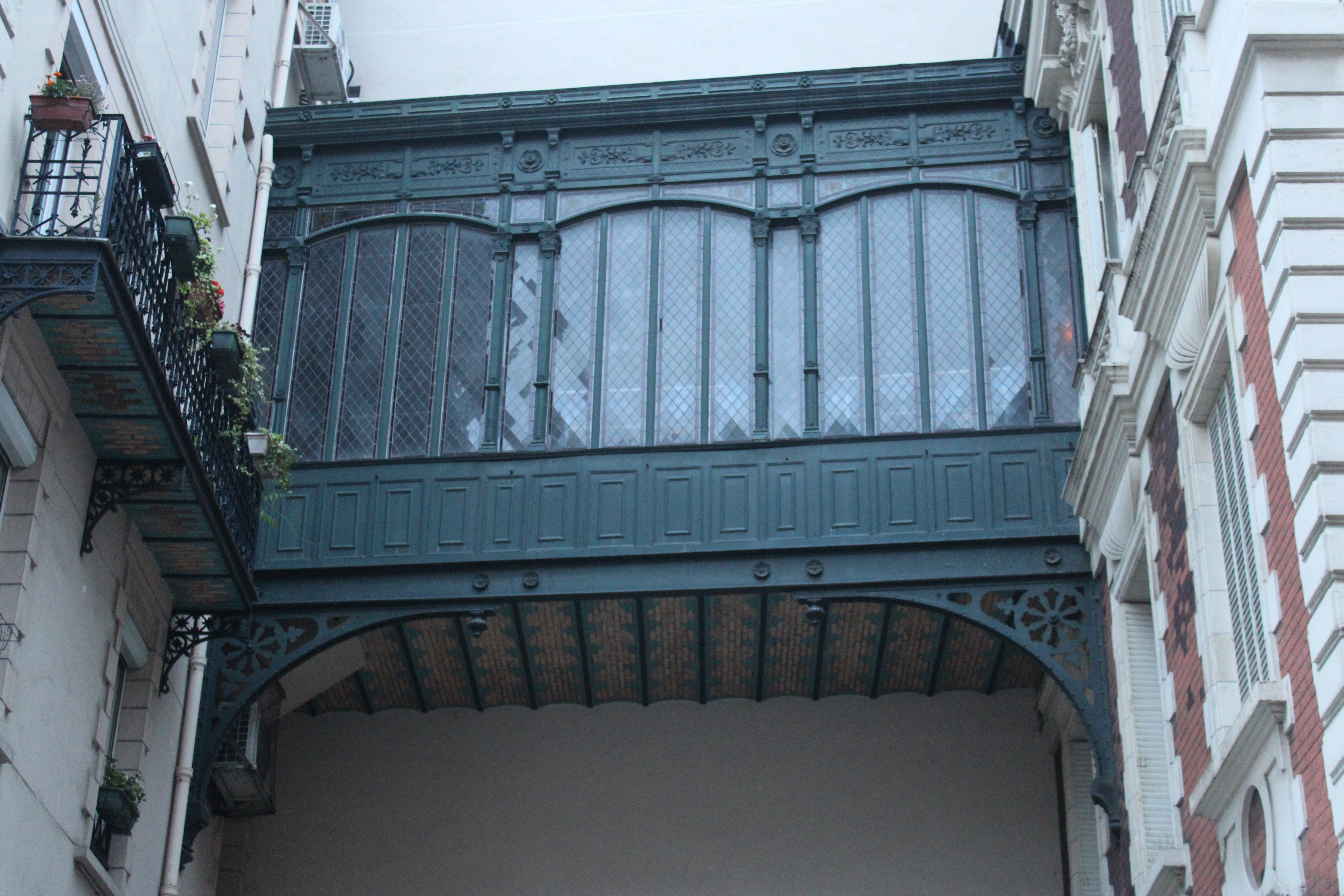
Passerelle entre deux immeubles au no 7.

## Dans la littérature
- Dans Le Flâneur des deux rives (1918), le poète Guillaume Apollinaire conseille : « Si vous passez rue de Poissy, arrêtez-vous au 14 et essayez de visiter le petit musée napoléonien qui s’y trouve », notant que le Journal du Musée est, dit-on, une feuille « publiée par un enfant de dix ans »[6]. Michel Décaudin remarque : « Les traces de ce musée restent, en dépit de nombreuses recherches, aussi introuvables que son journal[7] ».